# Plagionotulus westringii
Plagionotulus westringii là một loài bọ cánh cứng trong họ Cerambycidae.